# Спасское (Курская область)
Спасское — деревня в Медвенском районе Курской области России. Входит в состав Высокского сельсовета.

## География
Деревня находится на юге центральной части Курской области, в пределах Среднерусской возвышенности, в лесостепной зоне, на правом берегу реки Реут, на расстоянии примерно 11 километров (по прямой) к западу-северо-западу (WNW) от Медвенки, административного центра района. Абсолютная высота — 175 метров над уровнем моря.

### Климат
Климат характеризуется как умеренно континентальный, с тёплым летом и умеренно холодной зимой. Среднегодовая температура воздуха — 5,5 °C. Абсолютный минимум температуры воздуха самого холодного месяца (января) составляет −37 °C; абсолютный максимум самого тёплого месяца (июля) — 35 °C. Безморозный период длится около 151 дня в году. Среднегодовое количество атмосферных осадков составляет 587 мм, из которых большая часть выпадает в тёплый период.
| Показатель                                                                     | Янв. | Фев. | Март | Апр. | Май  | Июнь | Июль | Авг. | Сен. | Окт. | Нояб. | Дек. | Год  |
| ------------------------------------------------------------------------------ | ---- | ---- | ---- | ---- | ---- | ---- | ---- | ---- | ---- | ---- | ----- | ---- | ---- |
| Средний суточный максимум, °C                                                  | −4   | −2,9 | 3    | 13   | 19,4 | 22,7 | 25,2 | 24,7 | 18,2 | 10,6 | 3,5   | −1,1 | 11,0 |
| Средняя температура, °C                                                        | −6,1 | −5,5 | −0,6 | 8,2  | 14,7 | 18,4 | 20,9 | 20   | 14   | 7,3  | 1,2   | −3,1 | 7,5  |
| Средний суточный минимум, °C                                                   | −8,5 | −8,6 | −4,6 | 2,8  | 9,1  | 13   | 15,8 | 14,9 | 9,7  | 4    | −1,1  | −5,3 | 3,4  |
| Норма осадков, мм                                                              | 51   | 44   | 47   | 49   | 62   | 69   | 73   | 55   | 57   | 57   | 46    | 49   | 659  |
| Источник: Погода по месяцам c ru.climate-data.org(дата обращения: Апрель 2022) |      |      |      |      |      |      |      |      |      |      |       |      |      |

### Часовой пояс
Деревня Спасское, как и вся Курская область, находится в часовой зоне МСК (московское время). Смещение применяемого времени относительно UTC составляет +3:00.

## Население
| 2002 | 2010 |
| ---- | ---- |
| 734  | ↘328 |

### Половой состав
По данным Всероссийской переписи населения 2010 года в половой структуре населения мужчины составляли 43,6 %, женщины — соответственно 56,4 %.

### Национальный состав
Согласно результатам переписи 2002 года, в национальной структуре населения русские составляли 95 %.

## Инфраструктура
Личное подсобное хозяйство. В деревне 186 домов.

## Транспорт
Спасское находится в 11 км от автодороги федерального значения М2 «Крым» (часть европейского маршрута E 105), в 10 км от автодороги регионального значения 38К-004 (Дьяконово — Суджа — граница с Украиной), в 2 км от автодороги 38К-009 (М-2 «Крым» — 38К-004), на автодорогах межмуниципального значения: 38Н-207 (38К-009 – Спасское), 38Н-061 (1-я Гостомля – Свидное – Спасское), 38Н-587 (Спасское – Константиновка) и 38Н-588 (Спасское – Спасские Выселки – Кондратьевские Выселки), в 22 км от ближайшей ж/д станции Дьяконово (линия Льгов I — Курск).
В 100 км от аэропорта имени В. Г. Шухова (недалеко от Белгорода).